# Leinenindustrie
Die Leinenindustrie verarbeitet die Pflanze Lein (auch Flachs genannt), um Garn und Leinenstoff herzustellen.

## Geschichte

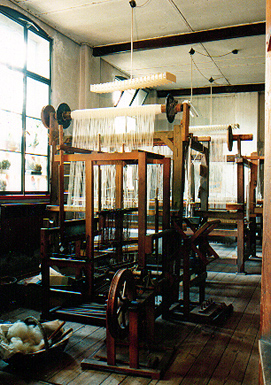
Aktives Museum Henni Jaensch-Zeymer

Leinen als textiler Stoff ist seit 5.000 Jahren bekannt. Ägypter und Römer hatten Textilien aus Leinen.
Im Mittelalter gab es Leinenherstellung in Schwaben, Schlesien und im Elsass. Die Fugger aus Augsburg wurden u. a. im Leinenhandel reich. Die Leinenindustrie hatte dort eigens einen Rat eingerichtet, dessen Ratsherren Leinenräte genannt wurden.
Sehr bedeutend war die Leinenindustrie im 19. Jahrhundert in Irland. Irische Auswanderer brachten den Flachs mit nach Amerika. Dort – und später in Europa – verdrängte ab 1850 die von schwarzen Sklaven geerntete Baumwolle aus den Südstaaten das Leinen. Die Flachsverarbeitung war vergleichsweise arbeitsintensiv. Aufgrund der Inhomogenität der im Vergleich zu Baumwolle sehr viel längeren Flachsfasern gelang die Mechanisierung des Spinnprozesses beim Flachs erst ein halbes Jahrhundert später als bei der Baumwolle.
Heute kommt der Rohstoff für Leinen vornehmlich aus Russland, Polen, Tschechien, Frankreich und Belgien.
In der Schweiz wird seit 2010 wieder Faserlein im Emmental angebaut.

## Museen
- In Lisburn, Nordirland gibt es seit 2001 ein Leinenmuseum.
- Das Aktive Museum Henni Jaensch-Zeymer – Handweberei in Geltow zeigt die Verarbeitung der Faser zum Gewebe auf historischen Webstühlen und fertigt auch. Aktiv heißt hier produzierendes Museum.[4]
- Rundlingsmuseum Wendlandhof in Lübeln mit Ausstellungen zum Flachsanbau und zum ländlichen Leinengewerbe